# Matthew Myers
Matthew Myers (* 6. November 1984 in Cardiff, Wales) ist ein britischer Eishockeyspieler, der seit 2021 erneut bei den Nottingham Panthers in der Elite Ice Hockey League unter Vertrag steht.

## Karriere
Matthew Myers begann seine Karriere als Eishockeyspieler in der Nachwuchsabteilung der Cardiff Devils, für die er bereits in der Spielzeit 2001/02 in der British National League debütierte. Nachdem er 2003 mit seinem Team das Playoff-Finale gegen Coventry Blaze verloren hatte, wechselte er mit dem Team aus seiner Geburtsstadt in die neugegründete Elite Ice Hockey League. Nachdem er mit den Devils ein Jahr in dieser nun stärksten britischen Spielklasse gespielt hatte, wechselte er zum Ligakonkurrenten Nottingham Panthers. Mit der Mannschaft aus den East Midlands gewann er 2007 die Playoffs der EIHL und ein Jahr später den Challenge Cup. Nachdem er die Spielzeit 2009/10 in der ECHL verbracht hatte, wo er für die Bakersfield Condors und die Johnstown Chiefs auf dem Eis stand, kehrte er nach Nottingham zurück und konnte mit den Panthern 2011, 2012 und 2013 jeweils die Playoffs der EIHL und den Challenge Cup gewinnen. 2013 erreichte er mit seiner Mannschaft durch den Gewinn der EIHL-Hauptrunde auch den britischen Meistertitel. Anschließend wechselte er zu seinem Heimatclub, den Cardiff Devils, zurück, mit dem er 2015 erneut den Challenge Cup erringen konnte. 2015/16 spielt er erneut in Nottingham und gewann mit dem Klub 2016 zum wiederholten mal sowohl die Playoffs als auch den Challenge Cup der EIHL. Anschließend kehrte er nach Cardiff zurück und gewann mit den Devils sowohl die EIHL-Hauptrunde, womit er erneut britischer Meister wurde, als auch den Challenge Cup. Auch 2018 konnte er mit den Devils die britische Meisterschaft und zudem diesmal auch die Playoffs gewinnen. Die Playoffs gewann er mit den Walisern auch 2019. Nachdem er die Saison 2020/21, die wegen der COVID-19-Pandemie nur rudimentär ausgetragen wurde, bei den Sheffield Steelers verbracht hatte, kehrte er nach Nottingham zurück. Für Nottingham, Sheffield und Cardiff absolvierte er bisher über 900 Spiele in der EIHL.

### International
Für Großbritannien nahm Myers im Juniorenbereich an der U18-Weltmeisterschaft 2002 sowie den U20-Weltmeisterschaften 2003 und 2004 jeweils in der Division II teil, wobei ihm mit seiner Mannschaft 2002 und 2004 jeweils der Aufstieg in die Division I gelang.
Im Seniorenbereich stand er im Aufgebot seines Landes bei den Weltmeisterschaften der Division I 2004, 2005, 2006, 2007, 2008, 2009, 2010, 2011, 2012, 2013, 2014, 2015, 2016, 2017 und 2018, als den Briten erstmals seit dem Abstieg 1994 der Sprung auf die höchste Stufe der Weltmeisterschaften gelang. Dort spielte er dann bei den Weltmeisterschaften 2019, 2021 und 2022. Nach dem Abstieg 2022 spielte er 2023, als er die beste Bully-Bilanz des Turniers erreichte, wieder in der Division I. Zudem nahm Myers für Großbritannien an den Olympiaqualifikationen für die Spiele in Vancouver 2010, in Sotschi 2014, in Pyeongchang 2018 und in Peking 2022 teil.

## Erfolge und Auszeichnungen
- 2007 Playoff-Meister der Elite Ice Hockey League mit den Nottingham Panthers
- 2008 Challenge-Cup-Sieger der EIHL mit den Nottingham Panthers
- 2011 Challenge-Cup-Sieger der EIHL mit den Nottingham Panthers
- 2011 Playoff-Meister der Elite Ice Hockey League mit den Nottingham Panthers
- 2012 Challenge-Cup-Sieger der EIHL mit den Nottingham Panthers
- 2012 Playoff-Meister der Elite Ice Hockey League mit den Nottingham Panthers
- 2013 Challenge-Cup-Sieger der EIHL mit den Nottingham Panthers
- 2013 Playoff-Meister der Elite Ice Hockey League und britischer Meister mit den Nottingham Panthers
- 2015 Challenge-Cup-Sieger mit den Cardiff Devils
- 2016 Playoff-Meister und Challenge-Cup-Sieger der Elite Ice Hockey League mit den Nottingham Panthers
- 2017 Britischer Meister und Challenge-Cup-Sieger mit den Cardiff Devils
- 2018 Britischer Meister und Playoff-Meister der Elite Ice Hockey League mit den Cardiff Devils
- 2019 Playoff-Meister der Elite Ice Hockey League mit den Cardiff Devils

### International
- 2002 Aufstieg in die Division I bei der U18-Weltmeisterschaft der Division II
- 2004 Aufstieg in die Division I bei der U20-Weltmeisterschaft der Division II, Gruppe B
- 2017 Aufstieg in die Division I, Gruppe A, bei der Weltmeisterschaft der Division I, Gruppe B
- 2018 Aufstieg in die Top-Division bei der Weltmeisterschaft der Division I, Gruppe A
- 2023 Aufstieg in die Top-Division bei der Weltmeisterschaft der Division I, Gruppe A

## Statistik
(Stand: Ende der Saison 2022/23)